# In 80 Tagen um die Welt (Spiel)
In 80 Tagen um die Welt ist ein 2004 bei Kosmos Spiele erschienenes Spiel für drei bis sechs Spieler von Michael Rieneck mit Illustrationen von Bernd Wagenfeld. Das Spiel lässt die Spieler die gleichnamige von Jules Verne 1872 als Roman veröffentlichte Geschichte erleben.

## Inhalt
- 1 Spielplan
- 60 Reisekarten:
  - 30 Eisenbahnen mit den Werten 2 bis 6
  - 30 Schiffe mit den Werten 4 bis 8
- 15 Ereigniskarten
- 6 Spielfiguren in den Farben blau, gelb, grau, grün, rot und violett
- 6 Zeitsteine in den Farben blau, gelb, grau, grün, rot und violett
- 6 Wettscheine in den Farben blau, gelb, grau, grün, rot und violett
- 24 Goldmünzen
- 18 Bonus-Chips, je 9× beige und grau, jeweils 3× Goldmünze, 2× Ereigniskarte, 2× Reisekarte, 2× Zeitstein 1 Tag versetzen.
- 1 Detektivfigur
- 1 Würfel mit den Zahlen 1 bis 6
- 1 Startspielerzeichen
- 1 Spielregel (4 Seiten)

## Spielprinzip
Die Spieler reisen, beginnend in London, durch das Ausspielen von Reisekarten von Ort zu Ort, um am Ende wieder in London zu landen. Dabei können sie entweder die Eisenbahn oder das Schiff nutzen, in einigen Fällen ist sogar beides notwendig. Je nach Anzahl der für die Strecke notwendigen Reisemittel müssen dafür ein, zwei oder drei Reisekarten ausgespielt werden. Alternativ stehen ein Ballon und für die Etappe zwischen Bombay und Kalkutta ein Elefant zur Verfügung. Je niedriger der Wert der ausgespielten Reisekarten ist, desto weniger Tage verbrauchen die Spieler für die Etappe. Weitere Verzögerungen ergeben sich durch den Detektiv, denn steht dieser am Ende des eigenen Zuges auf dem gleichen Feld wie die eigene Spielfigur, muss man seinen Zeitstein zwei Felder vorrücken. Hat ein Spieler London erreicht, erhöht sich für die anderen der Zeitdruck, denn diese verlieren nun pro Runde einen Tag und die Zugmöglichkeiten werden eingeschränkt. Gewonnen hat der Spieler, der bei Ankunft in London die wenigsten Tage gebraucht hat, das muss nicht der Spieler sein, der als Erster London erreicht hat.

## Auszeichnungen
- 2005: Nominiert für das Spiel des Jahres
- 2005: Platz 6 beim Deutschen Spiele Preis

## Übersetzungen
- Englisch: Around the World in 80 Days (bei Rio Grande Games)
- Finnisch: Maailman ympäri 80 päivässä (bei Marektoy)[1]
- Griechisch: O ΓYPOΣ TOY KOΣMOY ΣE 80 HMEPEΣ (bei Kaissa Games)[2]
- Polnisch: W 80 dni dookoła świata (bei Galakta)[3]